# Аньош Єдлик

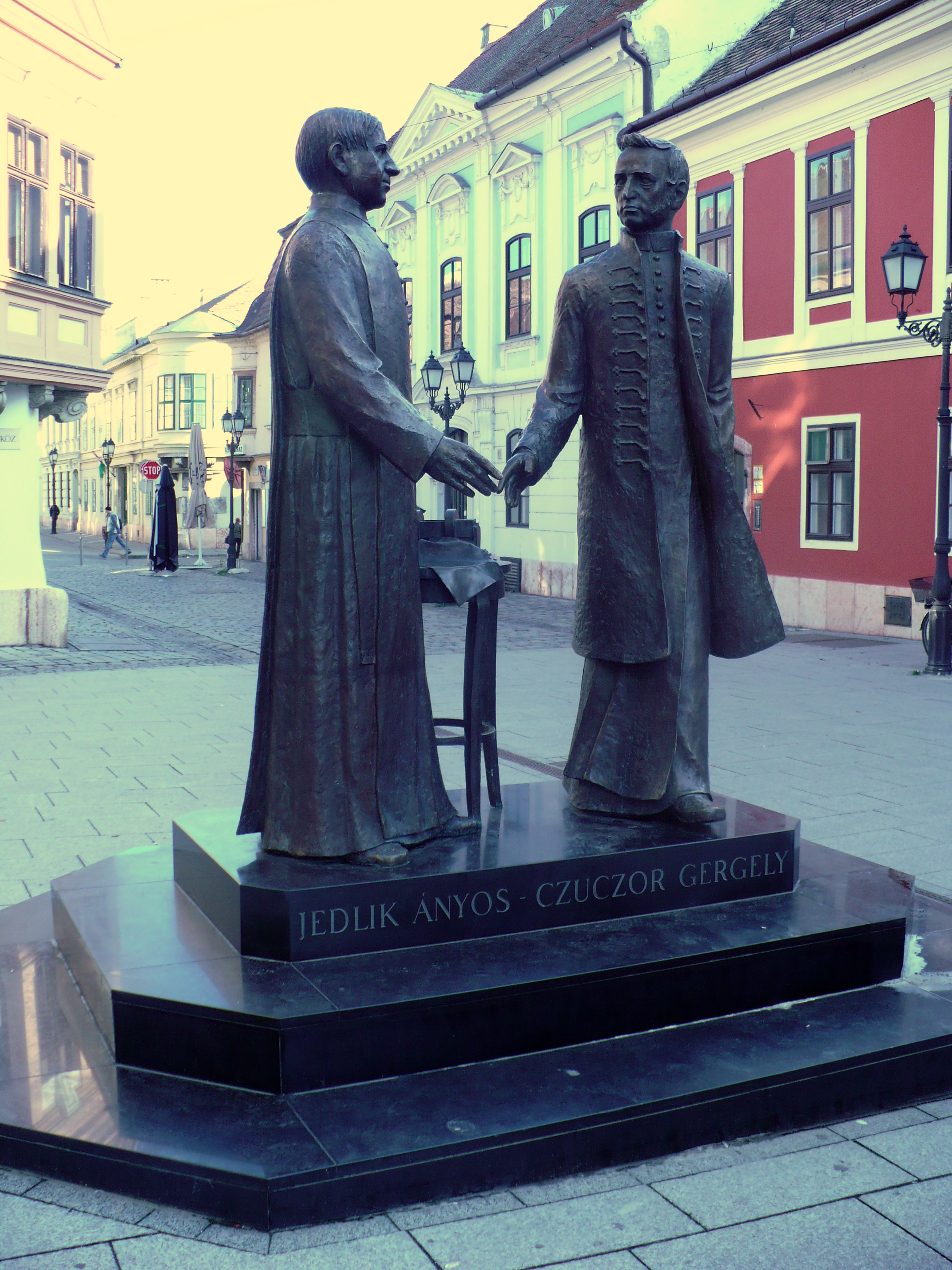
Єдлик і його двоюрідний брат Gergely Czuczor у Дьйор

Аньош Іштван Єдлик (угор. Jedlik István Ányos; 11 січня 1800 — 13 грудня 1895) — угорський та словацький винахідник, інженер, фізик, бенедиктинський священник, член Угорської Академії наук, а також автор кількох книг. В Угорщині й Словаччині вважається справжнім, хоча й не визнаним батьком динамо-машини та електродвигуна. Сьогодні він є гордістю як словацького та угорського народів.

## Життя

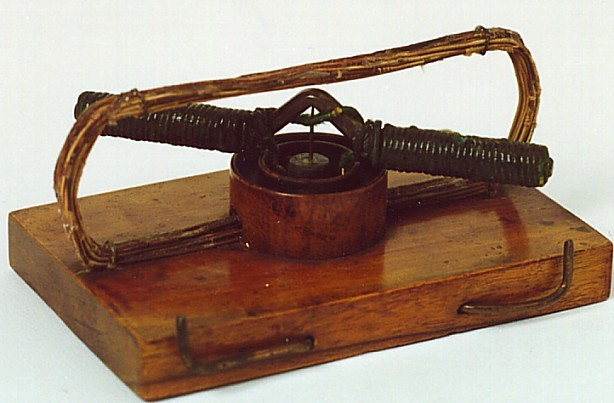
1827 (перший у світі електродвигун)

Аньош Єдлик народився в угорському селі Сімьоо (Szimő), Угорщина, (нині Земне (Zemné), Словаччина).
Освіта Єдлика почалася в середніх школах у Надьсомбат (Nagyszombat) (нині Трнава) і Пожонь (нині Братислава). У 1817 році він став бенедиктенцем і з цього часу продовжував навчання у школах цього порядку. Викладав в бенедиктинських школах до 1839, а потім протягом 40 років в Будапештському університеті на кафедрі фізики-механіки. В той час, мало хто здогадувався, що його наукова діяльність буде відігравати настільки важливу роль у вихованні нового покоління фізиків.
У 1845 році почав викладати своїм учням угорською мовою, а не латинською. Його двоюрідний брат Ґерґей Цуцор (Gergely Czuczor) (відомий угорський лінгвіст) залучив до створення першого угорського словника в галузі фізики. Завдяки цьому підручнику, Аньош Єдлик розглядається як один із засновників угорського словника з фізики.
У 1848 Аньош Єдлик став деканом факультету мистецтв, а в 1863 р. він був ректором університету.
З 1858 Єдлик член-кореспондент Угорської Академії наук та з 1873 р. почесний член.
Він значно випереджує сучасників по науковій праці, але не презентує широкій громадськості та науковому товариству свій найважливіший винахід — прототип динамо, з 1856 і аж до 1861, коли він вперше згадав в письмовому вигляді про даний винахід в інвентарному описі університету. Хоча цей документ може бути доказом статусу Єдлика як упорядника, винахід динамо пов'язана з ім'ям Вернер фон Сіменса ", оскільки винахід Єдлика не був відомий у той час.
У 1827 році він почав експериментувати з електромагнітними обертовими пристроями. У 1873 році на ярмарку в Відні продемонстрував систему управління освітленням.
Після виходу на пенсію продовжував працювати і провів останні роки свого життя в повній самоті в монастирі в Дьйор, Австро-Угорщини, де він помер.

## «Динамо»-винахід
Найвідомішим винаходом Аньош Єдлика є принцип «Динамо» та застосування самозбудження.
У 1827 році Єдлик почав експериментувати з електромагнітними обертовими пристроями. Він сформулював концепцію самозбудженням динамо близько 1861, за шість років до Вернер фон Сіменса та Чарльза Вітстона.